# Juchitepec
Juchitepec és un municipi de l'estat de Mèxic. Juchitepec de Riva Palacio és el cap de municipi i principal centre de població d'aquesta municipalitat. Aquest municipi és a la part nord-occidental de l'estat de Mèxic. Limita al nord amb el municipi de Temamatla, al sud amb Tepetlixpa, a l'oest amb Morelos i a l'est amb Ozumba.